# Nops proseni
Nops proseni är en spindelart som beskrevs av Birabén 1954. Nops proseni ingår i släktet Nops och familjen Caponiidae. Inga underarter finns listade i Catalogue of Life.